# Nokia 6300

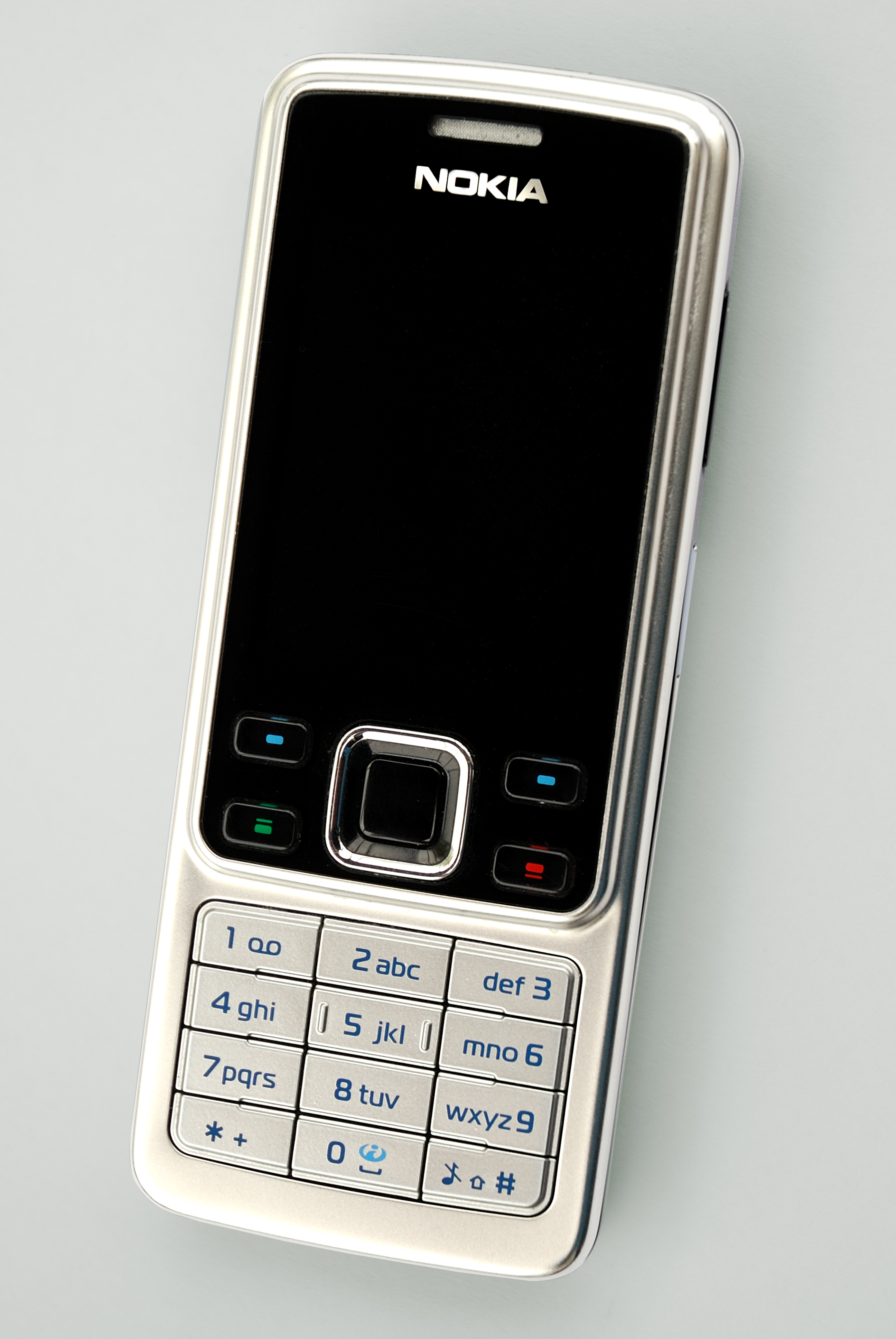
Nokia 6300

De Nokia 6300 is een sinds 2007 geproduceerde mobiele telefoon van de firma Nokia. Het besturingssysteem is het Nokia Series 40. Het toestel valt niet in de categorie smartphones, maar heeft naast de telefoonfunctie wel een paar andere toepassingen. Er zitten onder meer Bluetooth, een 2 megapixel camera, en een muziekspeler op.